# Podanie wyroku do publicznej wiadomości
Podanie wyroku do publicznej wiadomości – środek karny orzekany wobec sprawców przestępstw lub wykroczeń, wskazany w przepisie art. 39 Kodeksu karnego (pkt 8). Sąd, który orzekł o tym środku karnym, określa sposób jego podania do publicznej wiadomości bądź w samym wyroku, bądź też w postanowieniu uzupełniającym (art. 197 k.k.w. i art. 242 § 3 k.k.w.), przy czym nie jest skrępowany żadnym katalogiem form publikacji tego środka. Ze względu na cel prewencyjny omawianego środka ważne jest miejsce jego ogłoszenia.

## Przepis artykułu 43b Kodeksu karnego
Zgodnie z przepisem art. 43b (dawniej art. 50) k.k. sąd może orzec podanie wyroku do publicznej wiadomości w określony sposób, jeżeli uzna to za celowe, w szczególności ze względu na społeczne oddziaływanie skazania, o ile nie narusza to interesu pokrzywdzonego. Wyrok Sądu Apelacyjnego w Katowicach z dnia 28 czerwca 2007 r. (sygn. akt II AKa 190/2007) precyzuje, iż podanie wyroku do publicznej wiadomości powinno mieć miejsce przede wszystkim w takich przypadkach, które wzbudziły szczególne zainteresowanie społeczne, wywołały powszechne oburzenie, czy też niepokój. Celowe jest również sięganie do tego środka w przypadku przestępstw nagminnie popełnianych na danym terenie lub w określonym środowisku.

## Sposób publikacji
Przepisy k.k.w. (art. 198 i 199) stanowią, że podanie wyroku do publicznej wiadomości może być dokonane w czasopiśmie lub innym środku masowego komunikowania (radio, telewizja). Decyzja w tej kwestii należy do składu orzekającego. Warto zauważyć, że w świetle przepisu art. 43b k.k. sąd może orzec podanie wyroku do publicznej wiadomości poprzez publikację w internecie (np. na stronie internetowej Komendy Stołecznej Policji opublikowano wyrok Sądu Rejonowego dla Warszawy Śródmieścia II Wydział Karny z dnia 24 marca 2006 roku). Taka forma publikacji wiąże się z pewnymi problemami natury prawnej.
Pojęcie to nie obejmuje swym zakresem publikacji wizerunku oskarżonego (portretu, zdjęcia itp.) – potwierdził to w swoim orzecznictwie Sąd Najwyższy.
Zgodnie z artykułem 198 k.k.w. w razie orzeczenia podania wyroku do publicznej wiadomości przez ogłoszenie w czasopiśmie, sąd przesyła odpis wyroku lub wyciąg z wyroku, ze wzmianką dotyczącą prawomocności, do redakcji określonego w wyroku czasopisma, z poleceniem wydrukowania go w jednym z najbliższych jego numerów. Redakcja czasopisma ma obowiązek zawiadomić sąd o wykonaniu polecenia, przesyłając jednocześnie egzemplarz, w którym zamieszczono ogłoszenie; w razie nieprawidłowości sąd nakazuje je usunąć.
Zgodnie z artykułem 199 k.k.w. w razie orzeczenia podania wyroku do publicznej wiadomości w inny sposób, sąd – zgodnie z treścią wyroku – wydaje komu należy odpowiednie polecenie, przesyłając jednocześnie odpis wyroku lub wyciąg z wyroku ze wzmianką o prawomocności. Ten, kto otrzymał polecenie, ma obowiązek je wykonać w czasie, miejscu i w sposób określony przez sąd oraz bezzwłocznie zawiadomić o tym sąd, który w razie zauważenia nieprawidłowości nakazuje je usunąć.

## Obligatoryjne podanie wyroku do publicznej wiadomości
Przepis art. 215 k.k. nakłada na sąd obowiązek orzeczenia na wniosek pokrzywdzonego podania wyroku do publicznej wiadomości za przestępstwo zniesławienia.

## Środki zaskarżenia
Na postanowienie w przedmiocie sposobu podania wyroku do publicznej wiadomości prokuratorowi oraz skazanemu i jego obrońcy, a także pokrzywdzonemu, choćby nie był stroną w procesie, przysługuje zażalenie (art. 197 § 2 k.k.w.).